# Игуалада
Игуалада (шп. Igualada) град је у Шпанији у аутономној заједници Каталонија у покрајини Барселона. Према процени из 2017. у граду је живело 38 987 становника.

## Становништво
Према процени, у граду је 2017. живело 38 987 становника.
| 2017.  |
| ------ |
| 38.987 |

## Партнерски градови
- Леко
- Алкантара
- Нуева Есперанза
- Гимараис